# Giovanni Marsili

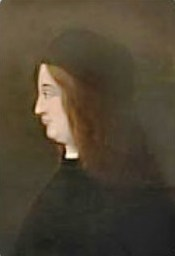
Giovanni Marsili

Giovanni Marsili (* 4. Juni 1727 in Pontebba; † 9. Mai 1795 in Padua) war ein italienischer Botaniker. Sein offizielles botanisches Autorenkürzel lautet „Marsili“.

## Leben und Werk
Giovanni Marsili wurde am 4. Juni 1727 in Pontebba (Friaul) als Sohn eines wohlhabenden venezianischen Holzhändlers geboren. Seine Ausbildung erhielt er bei den Jesuiten in Venedig. Er erwarb sich dort eine sehr gute literarische und humanistische Bildung. Er verfasste in dieser Zeit auch literarische Werke. Er studierte dann in Padua, wo er 1747 in Philosophie und Medizin promovierte. Er ging dann studienhalber nach Bologna und Florenz zu dem Anatomen Antonio Cocchi. Der Studienaufenthalt in Florenz diente einerseits der Befriedigung seiner literarischen Interessen. Gleichzeitig vertiefte er seine Kenntnisse in der Botanik. Wahrscheinlich animierte ihn hier Antonio Cocchi zu einer umfassenden Studienreise in für die Wissenschaften wichtige europäische Städte und Akademien. Er profitierte 1758 vor allem in London, wo er als ausländisches Mitglied in die Royal Society aufgenommen wurde.
1757 beim Tod des Botanikprofessors und Leiter des botanischen Gartens von Padua Giulio Pontedera hielt sich Giovanni Marsili noch in London auf. Er verfasste umgehend seine erste wissenschaftliche Dissertation im Bereich der Botanik mit dem Titel Nova, ad praxim medicam praecipue utilissima, universae Botanices rudimenta (Padua 1757). Er gestand ein, sich bisher primär mit Literatur beschäftigt zu haben, bekundete aber tiefgehendes Interesse für die Botanik als Wissenschaft und für deren Bedeutung für die medizinische Praxis. Er wurde dann tatsächlich dank der Unterstützung des Prokurators und Dogen Marco Foscarini zahlreichen anderen Aspiranten vorgezogen. Am 24. Januar 1760 wurde Giovanni Marsili zum Professor für Botanik und zum Präfekten des botanischen Gartens von Padua ernannt.
Giovanni Marsili trat bereits in seinen Lehrveranstaltungen der Jahre 1761 bis 1763 entschieden für das Klassifikationssystem Carl von Linnés ein und nicht mehr für das System von Joseph Pitton de Tournefort, das noch sein Vorgänger vertreten hatte. Auf die Dissertation von 1757 folgte mit den Fungi Carrariensis historia (Padua 1766) die nächste große Veröffentlichung, diesmal zu Themen der Mykologie.
Noch vor seinem Studienabschluss 1746 war er in die Accademia dei Ricovrati di Padova aufgenommen worden. Am 10. September 1770 wurde er unter der Präsidentschaft des Mediziners Ferdinand Jakob Baier mit dem akademischen Beinamen Petronius Didotus unter der Matrikel-Nr. 746 als Mitglied in die Kaiserlich Leopoldinisch-Carolinische Akademie der Naturforscher aufgenommen. 1772 wurde er in die 1769 gegründete Landwirtschaftliche Akademie von Padua aufgenommen, deren Vizepräsident er 1773 war. 1779 fusionierte die Landwirtschaftliche Akademie mit der Accademia dei Ricovrati, um die neue Akademie der Wissenschaften, Literatur und Künste von Padua ins Leben zu rufen. 1781 bis 1783 wirkte er als Direktor der experimentellen Philosophieklasse und von 1788 bis 1789 als Präsident dieser gesamten Wissenschaftsorganisation.
Er beschrieb zahlreiche botanische Objekte und verteidigte dabei immer den Einsatz des linnéschen Klassifikationssystems. Darüber hinaus widmete er seine gesamte Kraft der Verbesserung und Erweiterung des Botanischen Gartens. Unter seiner Leitung wurde die Anzahl der kultivierten Pflanzenarten im botanischen Garten auf über 4000 erhöht. Zudem wurde ein Arboretum mit 165 exotischen und Bäumen aus Gebirgsregionen angelegt. Am 27. September 1786 besuchte Johann Wolfgang von Goethe diesen botanischen Garten, den er „anmutig und lachend“ fand. Goethe begutachtete ein Exemplar von Chamaerops humilis L. var. arborescens (Pers.) Steudel, das 1585 gepflanzt und sich heute noch in diesem Garten befindet. Diese Pflanze wurde die Goethe-Palme genannt. Goethe formulierte im Angesicht dieser Palme erstmals die Idee der Herkunft aller Pflanzenarten aus einer einzigen Pflanze, der sogenannten „Urpflanze“.
Giovanni Marsili hatte im Laufe der Jahre für den botanischen Garten von Padua eine herausragende Fachbibliothek aufgebaut, die vor allem das medizinische Interesse an Pflanzen dokumentierte. Er selbst hatte im Bereich der Naturwissenschaft ein weites Bekannten- und Beziehungsnetz aufgebaut. Er wurde zu Recht als Fachmann für die Organisation und Verwaltung botanischer Gärten angesehen. Er konnte so bei der Gründung der botanischen Gärten von Parma (1770) und von Pavia (1730) beratend tätig werden und seine Schüler positionieren. Ab 1776 arbeitete er auf Vorschlag von Alessandro Zorzi an der Neuen Italienischen Enzyklopädie für Botanik mit. Diese Arbeiten wurden 1779 aufgrund seines relativ frühen Todes unterbrochen.